# Tuba-Zangarijja
Tuba-Zangarijja (hebr. טובא-זנגרייה; arab. طوبه زنغرية; oficjalna pisownia w ang. Tuba-Zangariyye) – samorząd lokalny położony w Dystrykcie Północnym, w Izraelu.

## Położenie
Miasteczko położone w Dolinie Hula, na wschód od miasteczka Rosz Pina.

## Demografia
Zgodnie z danymi Izraelskiego Centrum Danych Statystycznych w 2006 w osadzie żyło 5,3 tys. mieszkańców.
Populacja osady pod względem wieku (dane z 2006):
| Wiek (w latach) | Procent populacji w % |
| --------------- | --------------------- |
| 0-4             | 13,6%                 |
| 5-9             | 13,2%                 |
| 10-14           | 11,8%                 |
| 15-19           | 10,3%                 |
| 20-29           | 19,5%                 |
| 30-44           | 19,5%                 |
| 45-59           | 8,5%                  |
| ponad 60        | 3,6%                  |

Źródło danych: Central Bureau of Statistics.

## Historia
Osada została założona w 1903 przez Beduinów. Status samorządu lokalnego otrzymała w 1988.